# Little Saigon, San Jose
Little Saigon là một khu phố tại San Jose, California, nằm ở phía Đông San Jose. Đây là trung tâm của cộng đồng người Việt ở Thung lũng Silicon và là một trong những Little Saigon lớn nhất thế giới, vì San Jose có nhiều cư dân gốc Việt hơn bất kỳ thành phố nào ngoài Việt Nam. Người Mỹ gốc Việt và người nhập cư ở San Jose chiếm 10% dân số thành phố và khoảng 8% dân số của quận và Khu vực Nam Vịnh San Francisco.

## Lịch sử

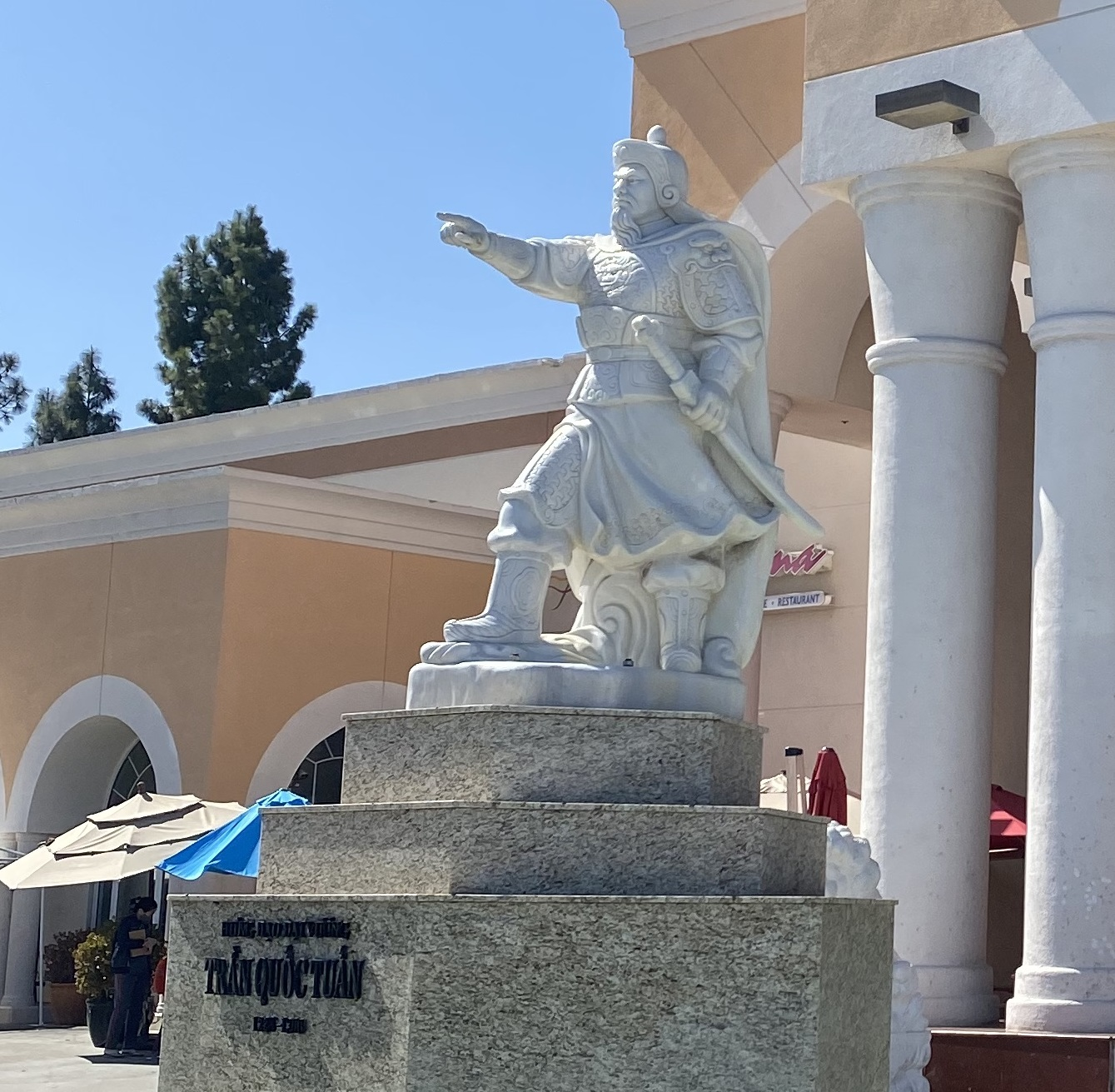
Đài tưởng niệm Trần Quốc Tuấn.

Tâm điểm của cộng đồng người Mỹ gốc Việt ở San Jose nằm trên Đường Story, nơi có Trung tâm thương mại Grand Century nổi tiếng và Vietnam Town (cả hai trung tâm mua sắm đều thuộc sở hữu của nhà phát triển bất động sản người Việt gốc Hoa Tăng Lập) và được Hội đồng thành phố San Jose chính thức định danh là "Little Saigon".
Lee's Sandwiches, (một chuỗi quán ăn bánh mì kẹp thịt Việt Nam) cũng như chuỗi cửa hàng phở Phở Hòa có địa điểm đầu tiên ở San Jose.
Năm 2007, khu Little Saigon chính thức được Thành phố San José thành lập và công nhận. Việc hội đồng thành phố ban đầu từ chối đặt tên Little Saigon đã gây ra các cuộc biểu tình phản đối và tuyệt thực tại Tòa thị chính San Jose của Lý Tống.
Năm 2021, như một phần của chiến dịch Stop Asian Hate (Ngăn chặn thù ghét người châu Á), Sở Cảnh sát San Jose đã tăng cường tuần tra khắp khu vực lân cận, sau khi gia tăng tội ác căm thù người Mỹ gốc Á trong đại dịch COVID-19.

## Cộng đồng người Việt
Bao gồm hơn 180.000 cư dân, khoảng 10,6% dân số, (theo Thống kê dân số Mỹ năm 2010), San Jose có nhiều cư dân gốc Việt hơn bất kỳ thành phố nào ngoài Việt Nam.

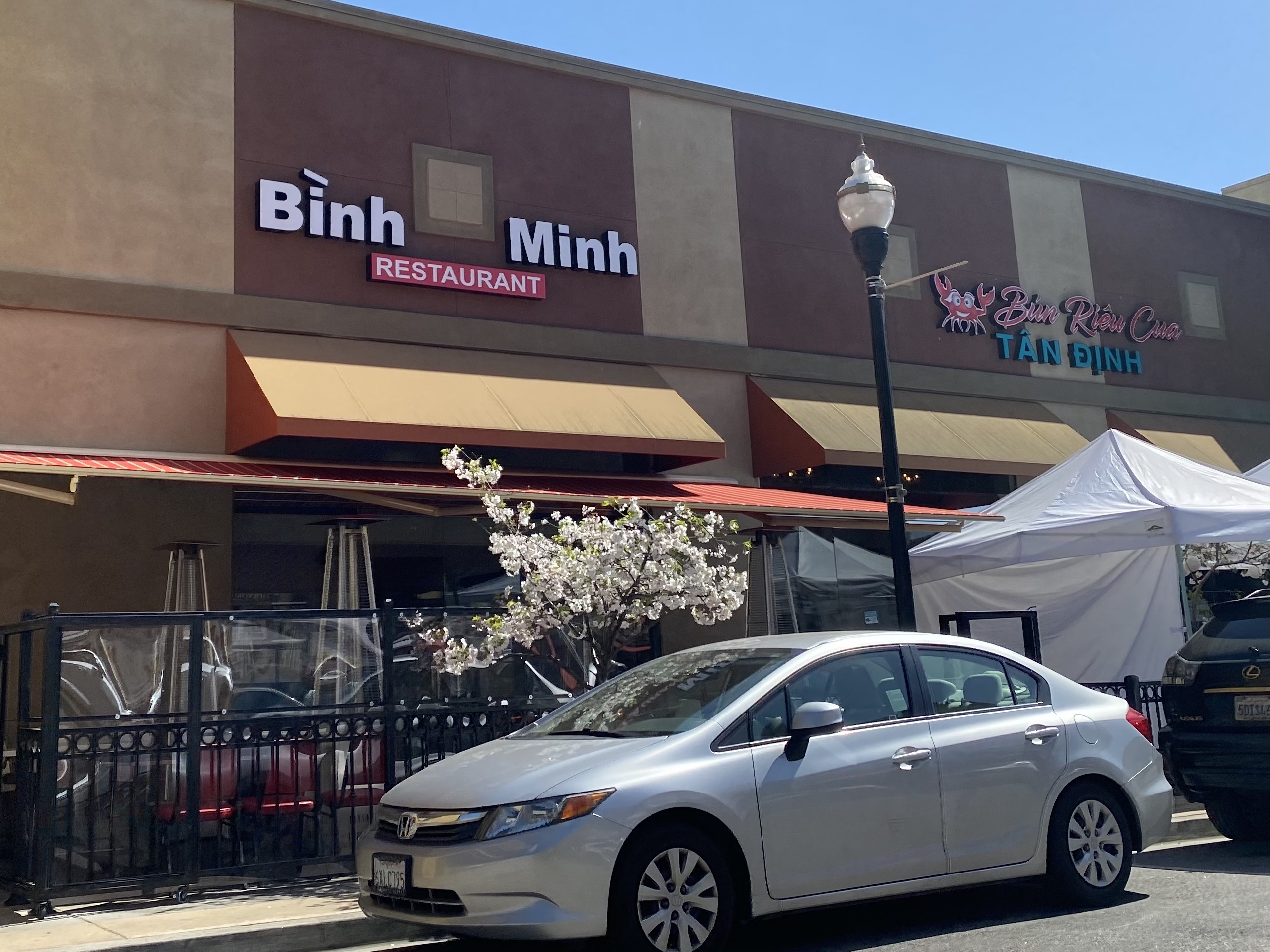
Nhà hàng ẩm thực Việt Nam.

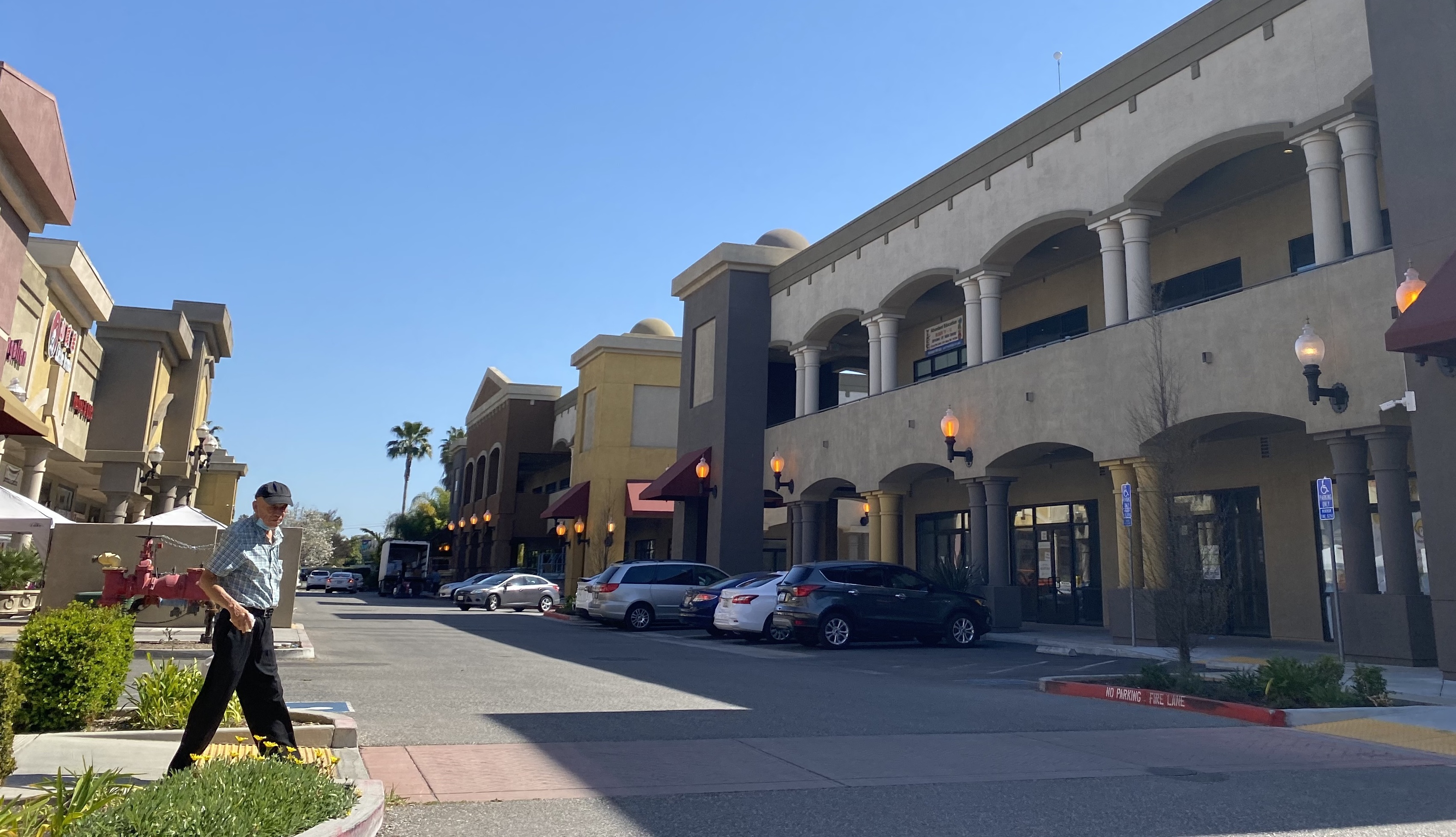
Đường phố Little Saigon.

Cộng đồng người Việt ở San Jose đã bị chia rẽ về mặt chính trị trong việc đặt tên cho khu thương mại, với nhiều nhóm khác nhau ủng hộ "Little Saigon", "New Saigon" và "Khu thương mại Việt Nam". Các doanh nghiệp và cư dân không phải người Việt Nam cũng như Phòng Thương mại Tây Ban Nha San Jose cũng phản đối cái tên "Little Saigon".
Tháng 11 năm 2007, Hội đồng thành phố San Jose đã bỏ phiếu với tỷ lệ 8–3 để chọn cái tên thỏa hiệp là "Khu thương mại Sài Gòn", dẫn đến các cuộc biểu tình, tranh luận và nỗ lực bãi nhiệm thành viên hội đồng thành phố Madison Nguyễn, người đã đề xuất cái tên "Khu thương mại Sài Gòn". Ngày 4 tháng 3 năm 2008, sau một cuộc họp công khai với hơn 1000 người ủng hộ cái tên "Little Saigon" tham gia, hội đồng thành phố đã bỏ phiếu với tỷ lệ 11–1 để hủy bỏ tên "Khu thương mại Sài Gòn", nhưng không đổi tên nó.
Little Saigon là nơi tổ chức Tết Nguyên Đán hàng năm.
Dịch vụ xe buýt liên thành phố có tên Xe đò Hoàng kết nối Little Saigon ở San Jose với Little Saigon ở Quận Cam và nhiều thành phố khác ở California và Arizona nơi tập trung đông đảo người Mỹ gốc Việt.

## Địa lý
Little Saigon nằm ở Đông San Jose. Đường cao tốc Junípero Serra (CA 280) bao bọc khu vực này ở phía bắc, Đường Senter ở phía tây và Đường cao tốc Bayshore (US 101) ở phía đông. Ranh giới phía nam của nó là Đại lộ Owsley.
Con đường chính xuyên qua Little Saigon là Đường Story.

## Hình ảnh

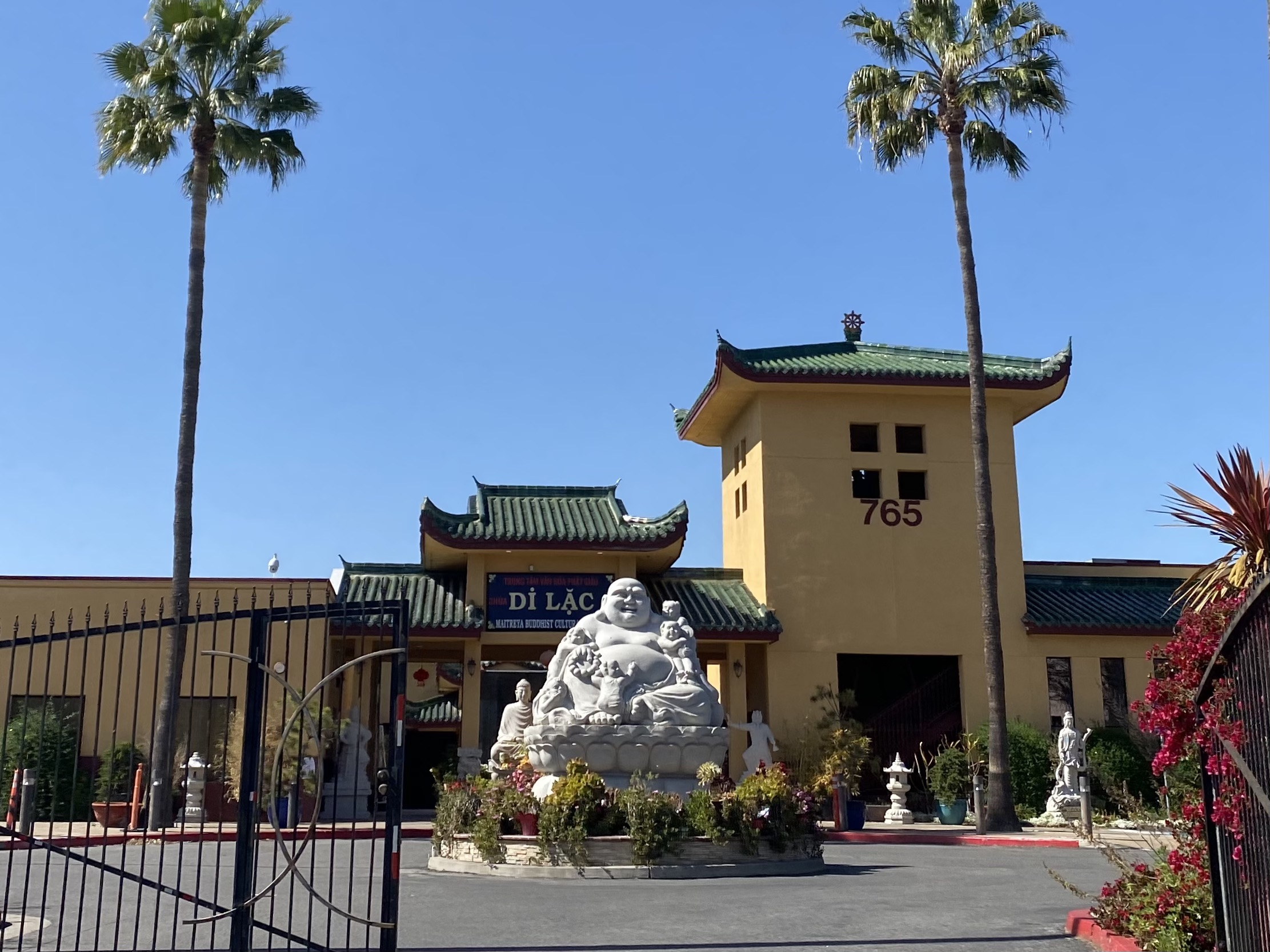
Chùa Di Lặc
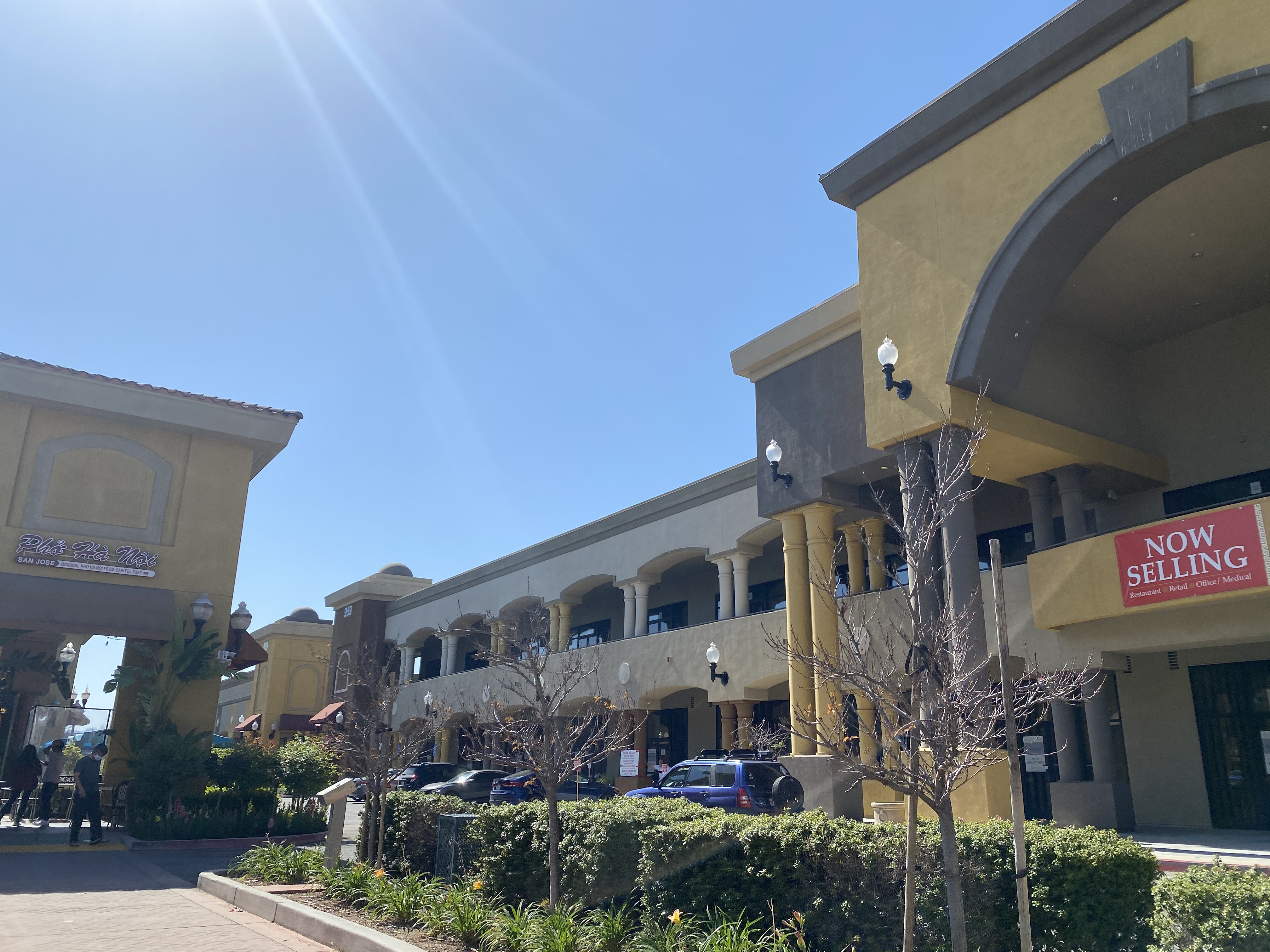
Văn phòng Vietnam Town
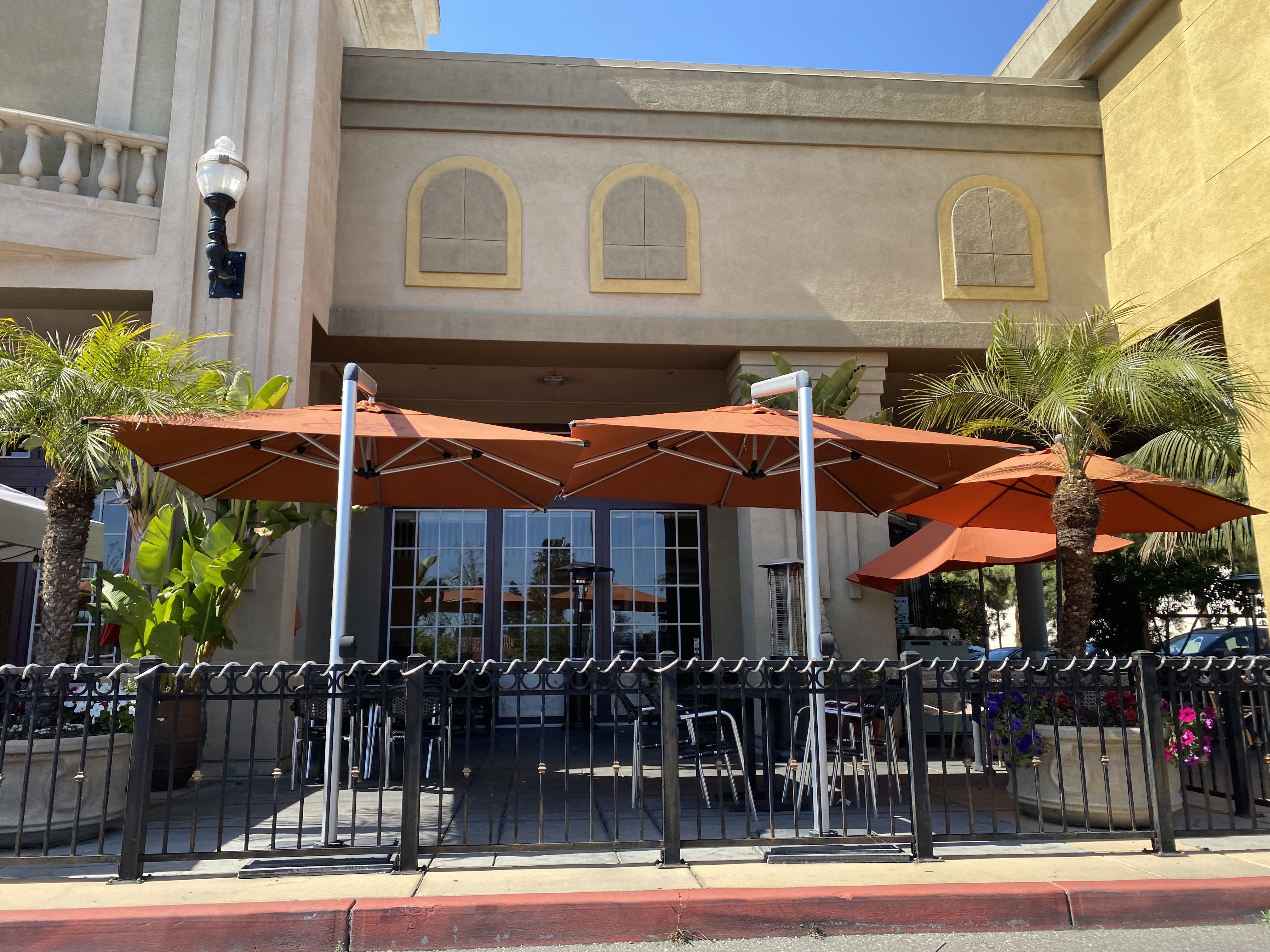
Tiệm cà phê ở Little Saigon
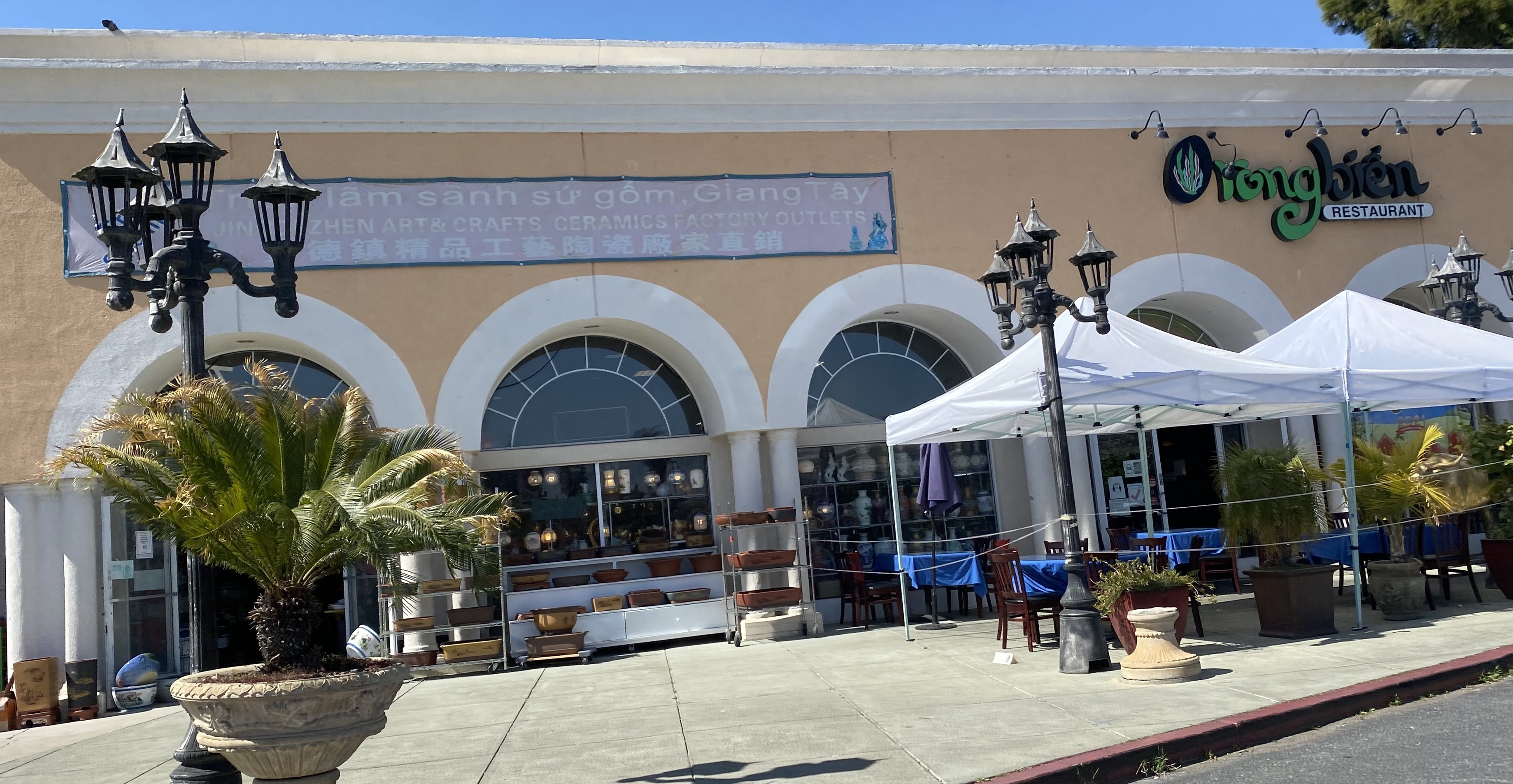
Cửa hàng ở Little Saigon
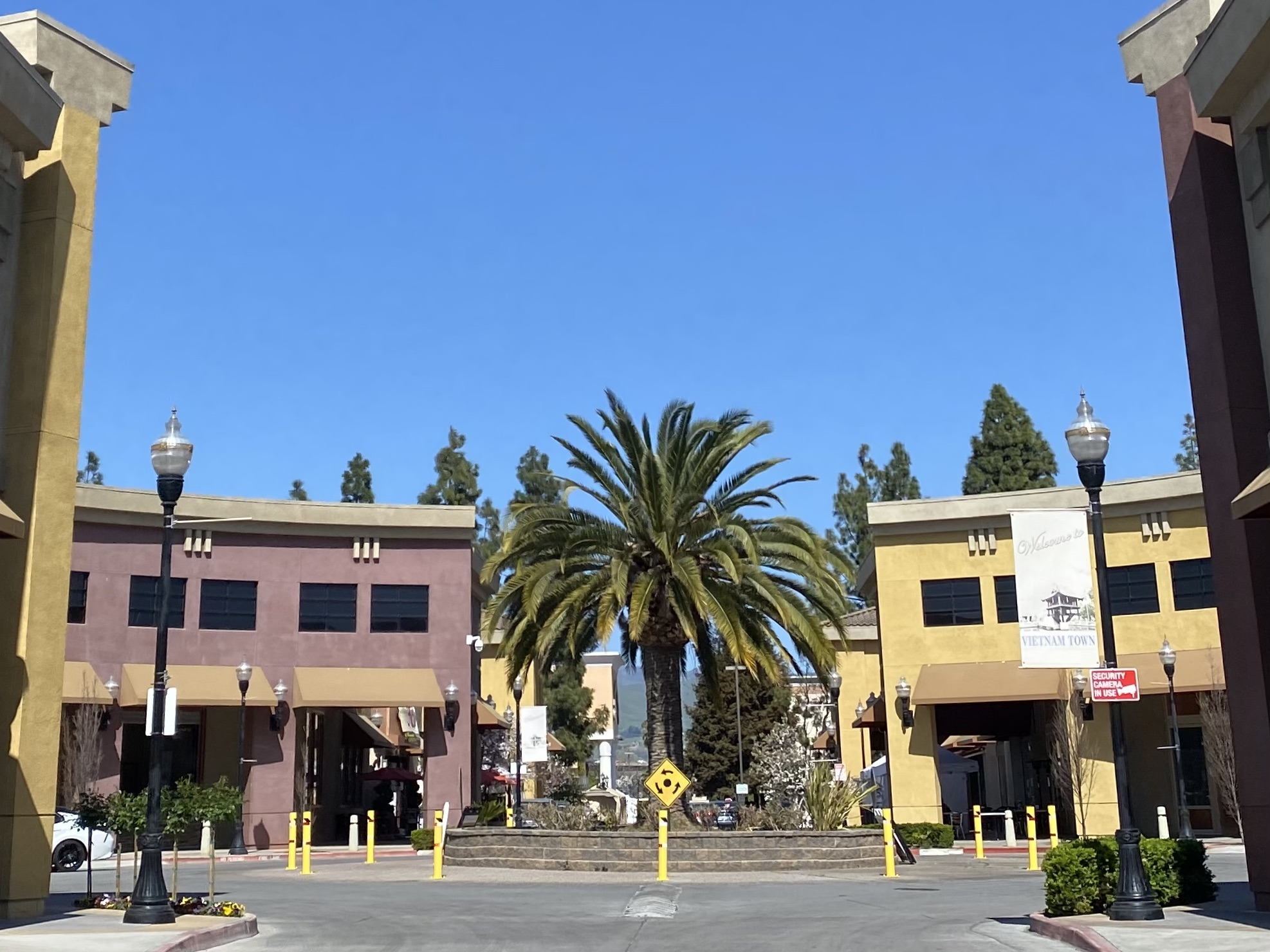
Vòng xoay Vietnam Town
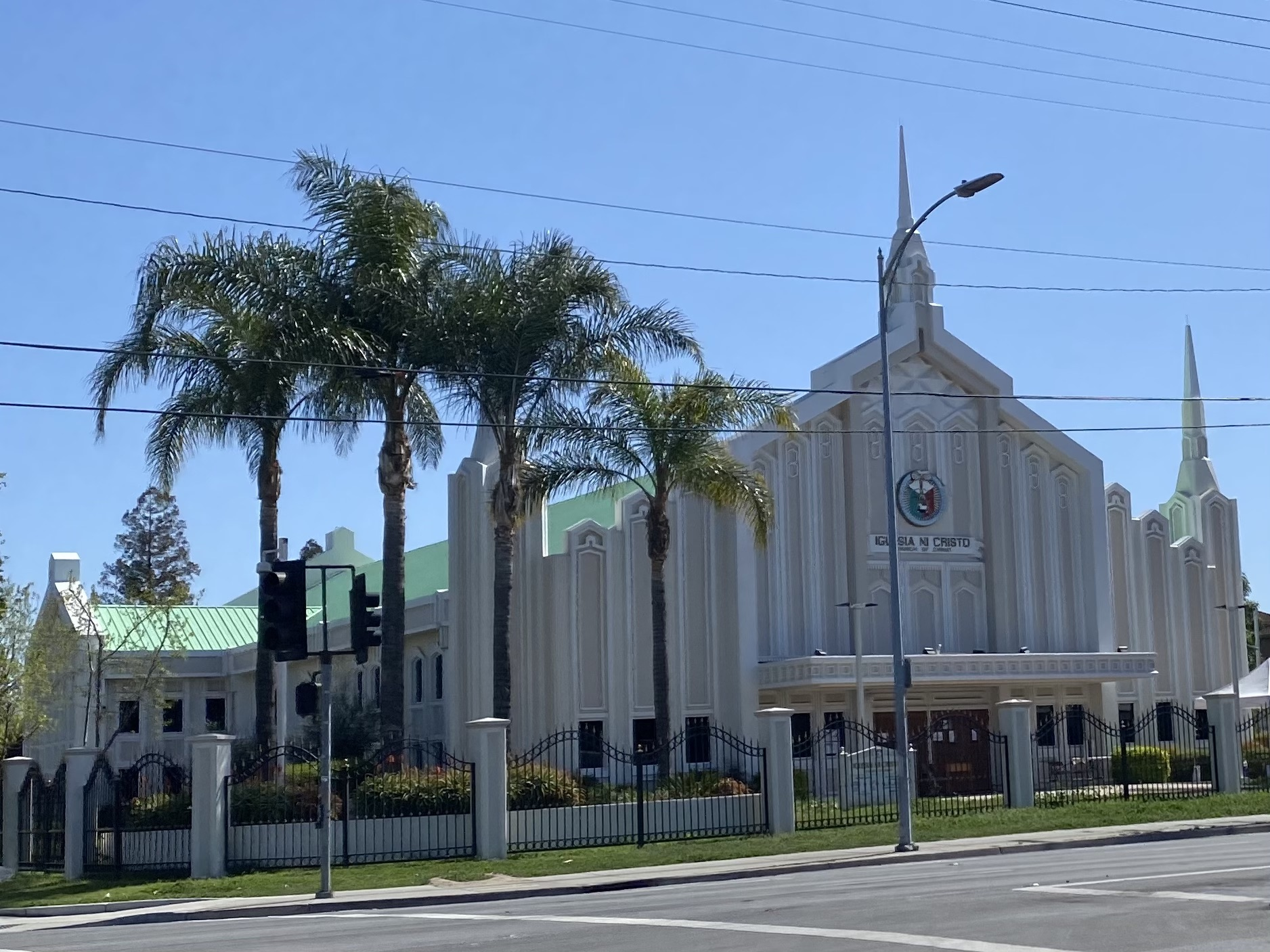
Iglesia ni Cristo